# Егоровка (Донецкая область)
Его́ровка (укр. Єгорівка) — село на Украине, находится в Волновахском районе Донецкой области.
Код КОАТУУ — 1421581601. На момент 2017 года население села составило 804 человека. Почтовый индекс — 85700. Телефонный код — 6244.

## Адрес местного совета
85700, Донецкая область, Волновахский р-н, с. Егоровка, ул. Ювилейна, 29